# Tipula (Pterelachisus) subfasciata
Tipula (Pterelachisus) subfasciata is een tweevleugelige uit de familie langpootmuggen (Tipulidae). De soort komt voor in het Nearctisch gebied.